# Pasul Huta
Pasul Huta (denumit și Pasul Cireșului, Pasul Fărgău), este o trecătoare situată în nordul Carpaților Orientali între Munții Oaș și Munții Igniș la altitudinea de 587 m. 
Pasul asigură legătura între Depresiunea Oașului și Depresiunea Maramureșului, reprezentând totodată și delimitarea geo-folclorică dintre Țara Oașului și Țara Maramureșului.

## Rol
Prin Pasul Huta trece drumul național 19, respectiv porțiunea care face legătura între orașele Negrești-Oaș și Sighetu Marmației și între județele Maramureș și Satu Mare.

## Repere
Trecătoarea este situată pe cumpăna apelor dintre afluenții Turului și Tisei, la vest de Dealul Pricopului. Dintre alte trecători, spre est se află în apropiere Pasul Gutâi.
Cele mai apropiate stații de cale ferată sunt pe liniile ferate secundare 417 la Negrești-Oaș și 409 la Câmpulung la Tisa.
Anual în a doua duminică a lunii mai, în Pasul Huta are loc sărbătoarea pastorală Sâmbra oilor, una dintre cele mai mari și mai fastuoase sărbători pastorale.

## Obiective turistice de interes
- Hanul Sâmbra Oilor – situat în pas[4], are o denumire ce provine de la sărbătoarea pastorală respectivă
- Cascada Șipot – situată spre est în sectorul de defileu al pârâului Nadoșa, cu înălțimea de 10 m și cu marmite de eroziune la bază.[7]
- Cimitirul Vesel din Săpânța
- Mănăstirea Bixad și apele minerale de la Bixad

## Galerie

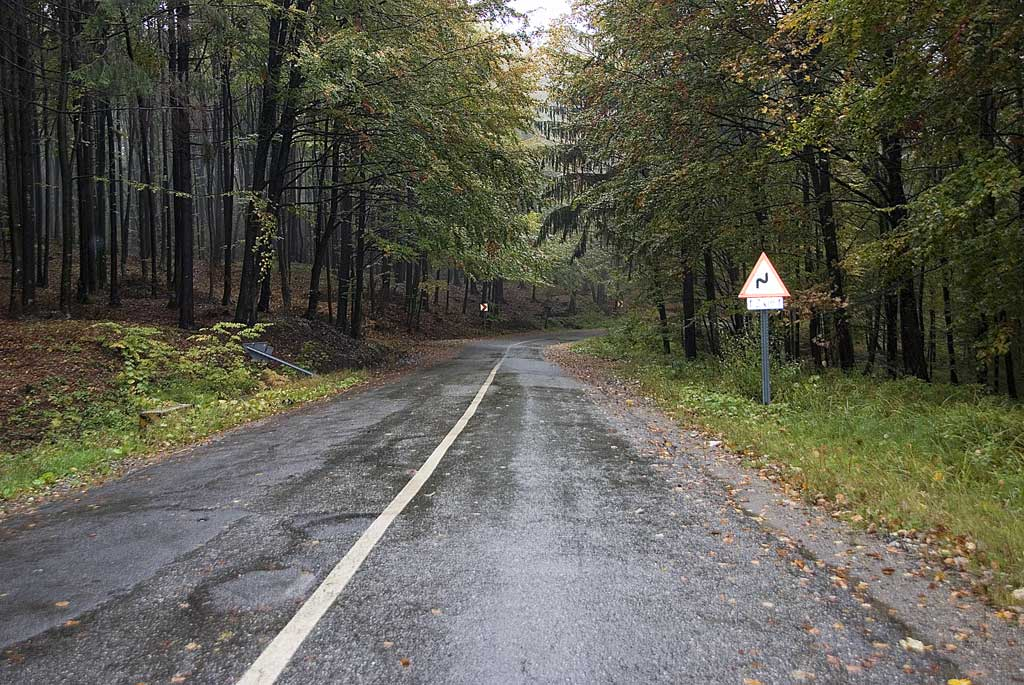
Spre Piatra
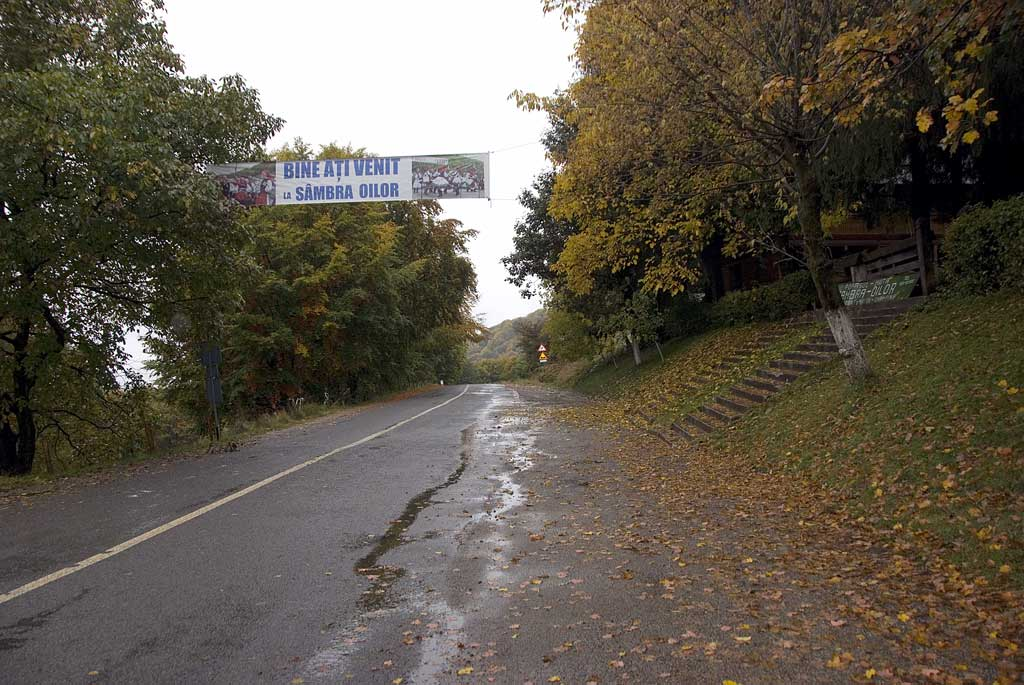
Spre Negrești-Oaș
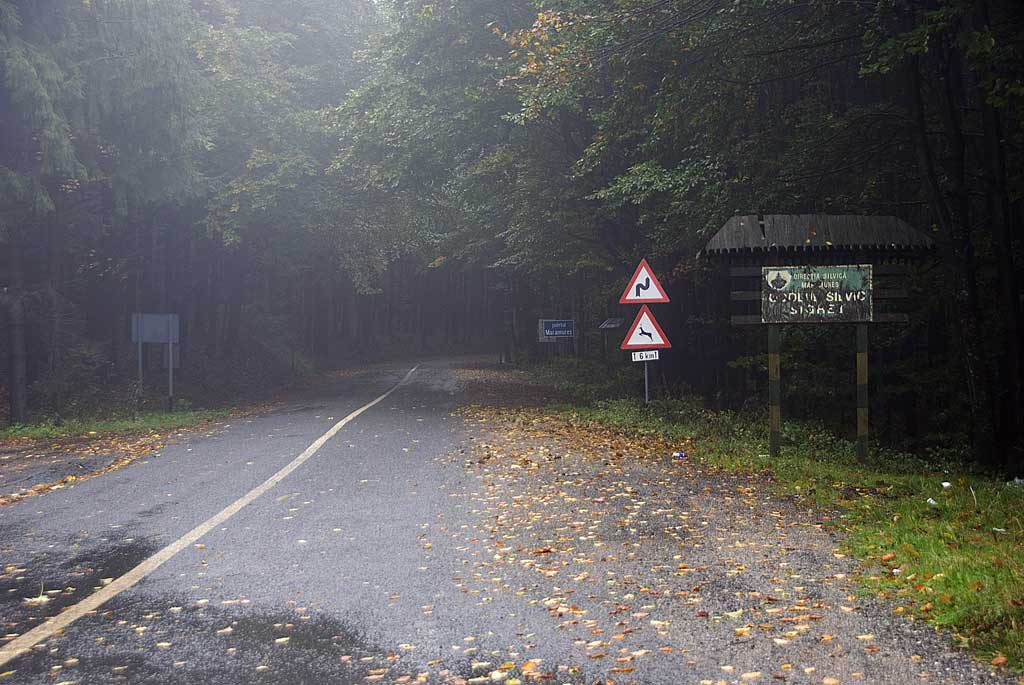
Spre Maramureș